# Datation au tritium
La datation au tritium est une méthode de radiodatation qui repose sur la transmutation  en hélium 3 par radioactivité β du tritium, dont la demi-vie est de 12,43 ans. Elle est utilisée en hydrologie et en glaciologie pour déterminer des durées de quelques décennies.

## Cycle du tritium

### Origine du tritium
Le tritium ayant une demi vie de l'ordre de la décennie, sa présence dans l'environnement est nécessairement d'origine récente. Il a essentiellement deux sources :
- la spallation des rayons cosmiques dans l'atmosphère ;
- les essais nucléaires atmosphériques.

Comme la plupart des essais nucléaires ayant eu lieu après le milieu des années 1960 ont été des essais souterrains, à l'exception de plusieurs essais aériens français et chinois, l'apport de nouvelles quantités de tritium est depuis plusieurs décennies d'origine exclusivement naturelle. 
La période durant laquelle ont eu lieu les essais nucléaires a vu une grande augmentation de la teneur en tritium dans l'atmosphère : les eaux de pluie d'Ottawa contenaient ainsi en 1962 près de 1 000 fois plus de tritium qu'en 1953.

### Tritium et cycle de l'eau
Le tritium passe de la stratosphère à la troposphère essentiellement à la fin de l'hiver et au début du printemps à des lattitudes moyennes et polaires. De là il forme des molécules d'eau et prend part au cycle de l'eau. On le retrouve ainsi dans les océans, lacs, glaciers, nappes phréatiques et calottes polaires.

## Principes
Le tritium permet l'utilisation de deux méthodes de datation complémentaires. L'une se basant uniquement sur la teneur en tritium des échantillons, et l'autre basée sur la teneur en tritium et en hélium 3. Les champs d'application de ces deux techniques sont complémentaires.

### Datation par le tritium seul
La teneur en tritium des précipitations varie annuellement, avec un pic de concentration aisément discernable à la fin de l'hiver. Ainsi en glaciologie, on peut dater les couches de neige d'un carottage par simple comptage des pics de concentration en tritium en fonction de la profondeur du prélèvement. Cette méthode est valable car les couches de neige successives ne se mélangent pas. De plus elle présente l'avantage de ne pas nécessiter de connaître la quantité d'hélium 3 formée, ce qui permet son utilisation alors même que la neige fraîche est un milieu poreux.
La méthode peut aussi être utilisée dans l'étude des nappes phréatiques ; on peut ainsi identifier celles dans lesquelles aucune eau de surface ne s'est infiltré depuis plus de 30 ans, comme les eaux fossiles. Le tritium y est en effet trop rare pour être détectable.

### Datation tritium-hélium 3
L'hélium 3 est soluble dans l'eau, et sa concentration en surface est en équilibre avec celle de l'hélium 3 dans l'atmosphère. Lorsqu'une masse d'eau, qui contient naturellement du tritium, s'enfonce en profondeur elle s'enrichit alors en hélium 3 dissous issu de la désintégration du tritium. On peut donc déterminer la durée pendant laquelle une masse d'eau a été éloignée de la surface en mesurant la concentration résiduelle en tritium et l'excès de la teneur en hélium 3 par rapport à l'atmosphère.

### Mesure expérimentale de teneurs en tritium
Les deux méthodes ont en commun la nécessité de devoir déterminer la concentration du tritium dans un échantillon. Pour cela il est possible de procéder soit par scintillation afin de compter les rayonnements β émis, ou de mesurer la quantité d'hélium 3 présent dans un échantillon préalablement dégazé et stocké dans un contenant étanche pendant plusieurs mois.
Dans les deux cas, la méthode est très sensible aux contaminations extérieures due au tritium atmosphérique, a priori plus abondant que dans l'échantillon.

## Exemples d'applications pratiques
La méthode a permis de montrer que les eaux profondes du lac Érié ont un âge de l'ordre d'une centaine de jours. Les couches de neige récentes de l'Antarctique ont été datées grâce au tritium. Cette méthode peut aussi être utilisée pour la datation de vins jeunes, comme l'a montré Willard Frank Libby dans les années 1930.